# خوسيه ماريا ماتا ماتا
خوسيه ماريا ماتا ماتا (بالإسبانية: José María Mata)‏ هو دبلوماسي وسياسي مكسيكي، ولد في 13 نوفمبر 1819 في المكسيك، وتوفي في 25 فبراير 1895 في المكسيك. انتخب عضو مجلس النواب المكسيك.